# جی کیشن
جی کیشن (به هندی: Jai Kishen) فیلمی محصول سال ۱۹۹۴ و به کارگردانی سونیل آگینهوتری است. در این فیلم بازیگرانی همچون آکشی کومار، عایشا جولکا، چندنی، ریما لاگو، عارون باکشی، تینو آناند ایفای نقش کرده‌اند.